# ベヒシュタイン

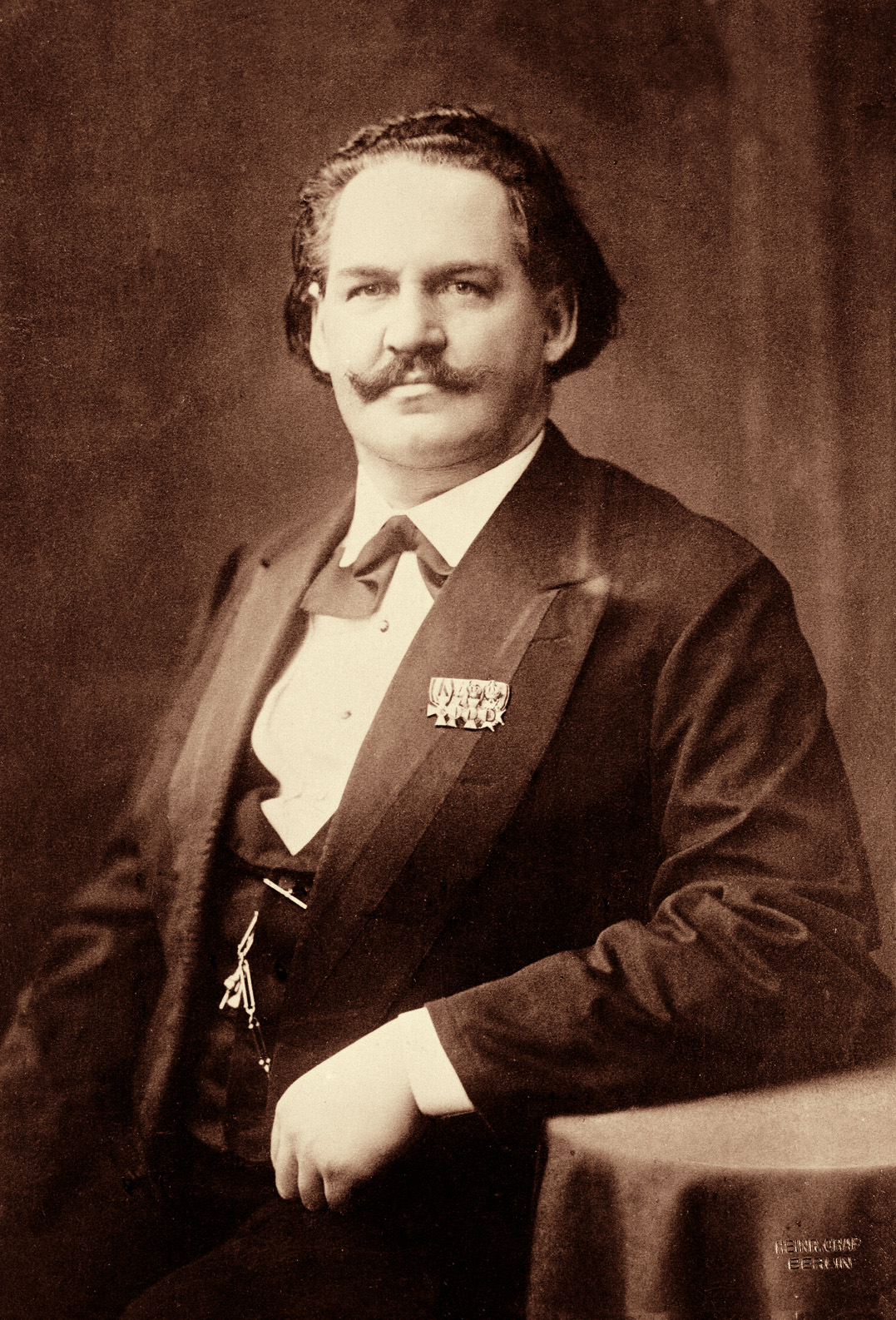
創業者 カール・ベヒシュタイン

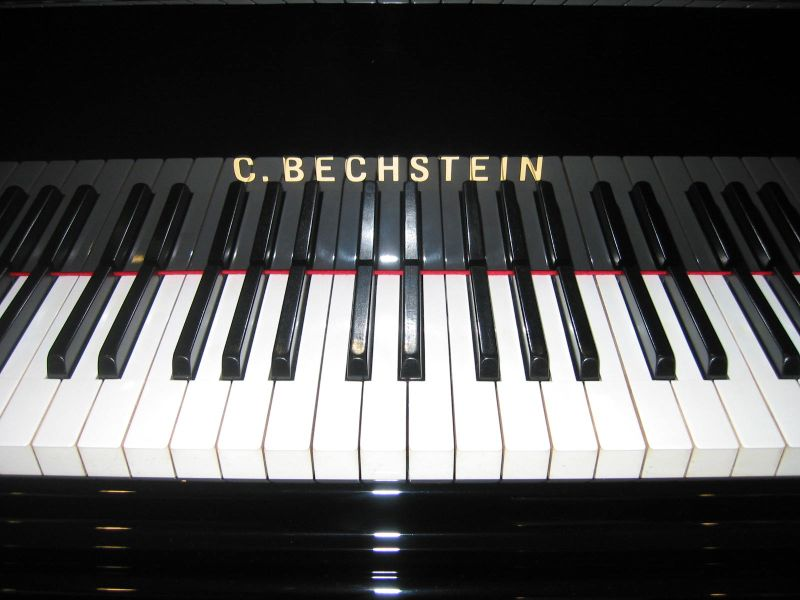
ベヒシュタインのピアノ

C. ベヒシュタイン・ピアノフォルテファブリック（C. Bechstein Pianofortefabrik）AG、通称ベヒシュタイン（Bechstein）は、カール・ベヒシュタインによって1853年に創業されたドイツのピアノ製造会社である。

## 歴史
1853年、カール・ベヒシュタインによってベルリンで創業した。創業当初からそのピアノは音楽家たちに高い評価を受け、ハンス・フォン・ビューローは「ベヒシュタインピアノはピアニストにとって、ヴァイオリニストのストラディヴァリウスやアマティのようなもの」と評している。フランツ・リストはあまりにも激しい演奏を行うために当時のピアノでは耐えきれず、一晩の演奏会で何台ものピアノを必要としていた。これを見たカールは激しい演奏にも耐えられ、かつ繊細な演奏にも対応できるピアノを開発し、「フランツ・リストの演奏にも耐えられるピアノ」として著名となった。リストは「28年間貴社のピアノを弾き続けてきたが、ベヒシュタインはいつでも最高の楽器だった」と述べている。クロード・ドビュッシーは「ピアノ音楽はベヒシュタインのためだけに書かれるべきだ」と言う言葉を残している。この高い評価によって事業は順調に拡大していった。ヨーロッパ各地に支店や音楽ホールを開き、王室御用達となるなど高い名声を誇った。
1900年にカールが死去すると、エドウィンら3人の息子が事業を相続した。エドウィンとその妻ヘレーネは国家社会主義ドイツ労働者党（ナチ党）の初期からの支援者であった。息子たちの相続争いは事業にも悪影響を及ぼし、1929年の世界恐慌にも大きな打撃を受けた。ナチス・ドイツが成立すると、ベヒシュタインは「第三帝国のピアノ」と称されるようになったが、顧客であったユダヤ人が迫害されたことで利益を失った。さらに第二次世界大戦で工場が破壊されるなどしたため、設計図やその他の重要な資料はもとより、熟練した職人などそのほとんどを喪失した。戦後はナチス協力者として連合国軍の監視下に置かれ、ドイツの東西分裂で職人の確保も困難となり、スタインウェイの後塵を拝するようになった。
1962年、アメリカのボールドウィン社の傘下に入ったものの、1986年にドイツのピアノ製造マイスターであるカール・シュルツェが経営権を買い取り、念願であったドイツ人の手に経営権が戻された。その後は資本増強を積極的に行い、1997年には株式会社（C. Bechstein AG）となり、資本増強と東西ドイツ統一と共に、ツィンマーマン（またはツィンメルマン、Zimmermann、1884年ライプツィヒで創業）とホフマン（W. Hoffmann、1904年ベルリンで創業）のブランドを傘下に収め、ベヒシュタイングループを設立。現在に至っている。

## 特色
響板が音色を作り出すという哲学のもと、頑丈な鉄骨フレーム、高いテンションの弦、弦末端部のフェルトによるミュート、総アグラフの採用などによって弦の振動をあまり鉄骨フレームに響かせずに透明度の高い音色を実現していた。また音の立ち上がりが早いのもこのピアノの特色であり、音響効果の高いホールでの使用を念頭において設計されている。
ただし大ホールにおける高音部の音量や持続に問題があったため、近年ではスタインウェイ、ベーゼンドルファーなど他社のピアノと同じく、高音部にアグラフを使わずにカポダストロ・バーを用い、弦末端のミュートも行わなくなったモデルに変わっている。これにより中高音の音量を増大することはできたが、かつてのベヒシュタインの持つ純粋な音質が後退したと評するピアニストもいる。
アップライトピアノに関しては、カール・ベヒシュタイン自身がアップライトからピアノの製造を始めたこともあって、現在も品質に対する評価は依然として国際的にもトップクラスである。世界的に多くのピアノメーカーのアップライトはベヒシュタインのコンサートモデルに範をとった構造となっている。
セシル・テイラーやチック・コリアなど戦後を代表するジャズピアニストにも度々使用され、クラシック界に留まらず、その演奏性は高く評価された。

## コンクール
- Der Bechstein-Bruckner-Wettbewerb Österreich[8]がオーストリアで開かれており、メーカー公認である。
- ヨーロッパ国際ピアノコンクール・イン・ジャパンと日本音楽コンクールでは公式ピアノとして認定されている。ただし、ホール備え付けのピアノ[9]としてである。
- 主要国際ピアノコンクールの檜舞台から一旦は姿を消したが、ここ数年採用するコンクール[10]もある。